# Krahujec šikra

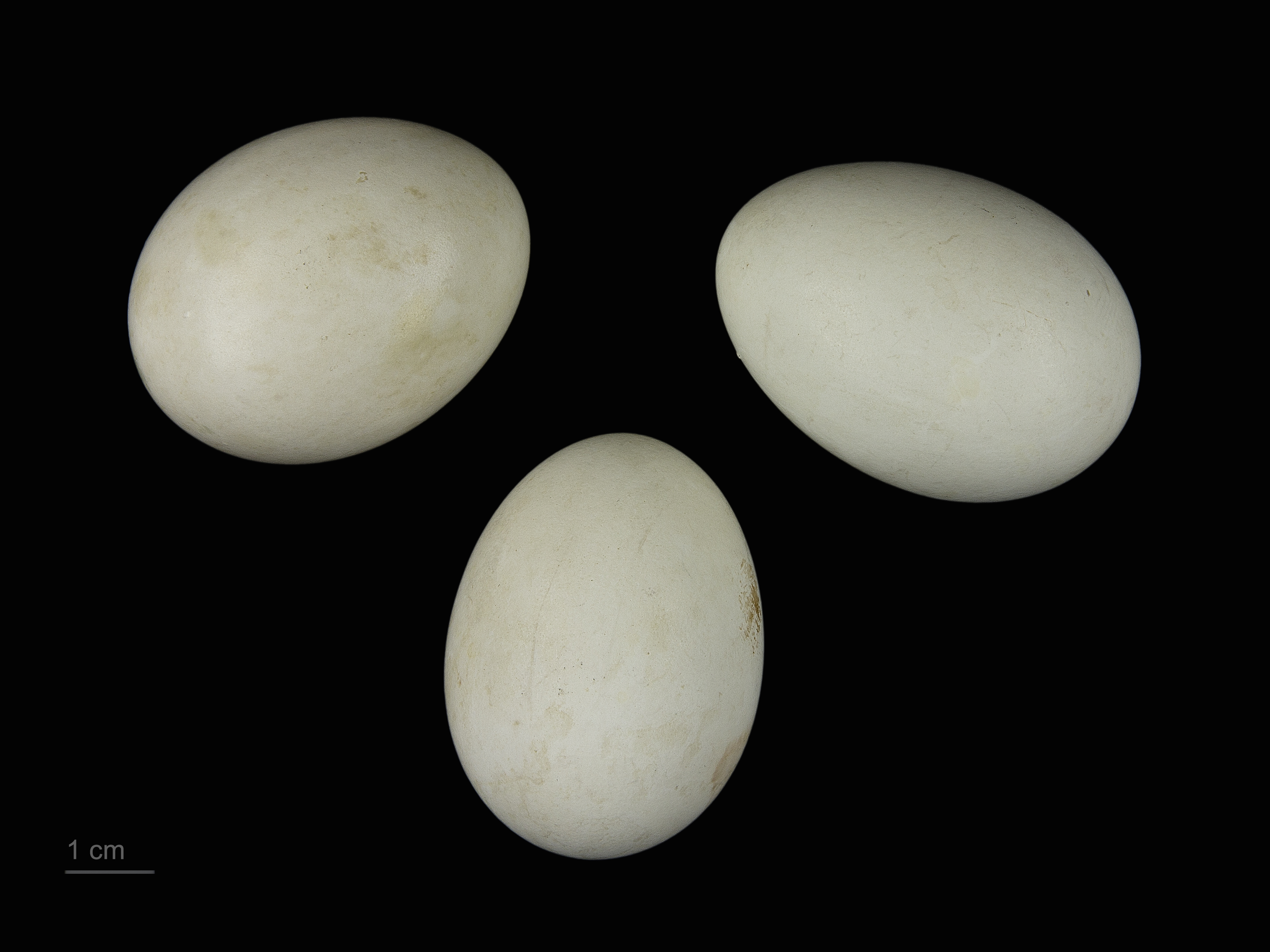
Accipiter badius

Krahujec šikra (Accipiter badius) je 26–30 cm velký dravec z čeledi jestřábovitých. Celoročně obývá subsaharskou Afriku a jižní Asii, zejména Indii.
Dospělí ptáci mají světle hnědou svrchní stranu těla a bílou, jemně rudě pruhovanou spodinu. Pohlaví jsou si přitom velmi podobná, samci jsou pouze mírně menší. Mladí ptáci mají na rozdíl od dospělců hnědě skvrnité břicho.
Obývá otevřené lesy a savany. Při lovu spoléhá na moment překvapení, jeho kořistí se přitom nejčastěji stávají ještěrky, velký hmyz, malí ptáci a savci. Hnízdo buduje na stromech a klade do něj 3–7 vajec.